# Curvatispora singaporensis
Curvatispora singaporensis — вид грибів, що належить до монотипового роду  Curvatispora.